# ترنس اچ. وینکلس
ترنس اچ، وینکلس (به انگلیسی: Terence H. Winkless) تهیه‌کننده، کارگردان، بازیگر و نویسنده در سینما و تلویزیون است.